# Euerythra phasma
Euerythra phasma är en fjärilsart som beskrevs av Harvey 1876. Euerythra phasma ingår i släktet Euerythra och familjen björnspinnare. Inga underarter finns listade i Catalogue of Life.